# ABN AMRO Open 2023
ABN AMRO Open 2023 là một giải quần vợt nam thi đấu trên mặt sân cứng trong nhà. Giải đấu diễn ra tại Rotterdam Ahoy ở Rotterdam, Hà Lan từ ngày 13 đến ngày 19 tháng 2 năm 2023. Đây là lần thứ 50 Giải quần vợt Rotterdam Mở rộng được tổ chức, và là một phần của ATP Tour 500 trong ATP Tour 2023. Giải đấu cũng bao gồm nội dung đơn và đôi xe lăn ở cả nam và nữ. Đây là lần đầu tiên giải đấu nữ xe lăn được tổ chức.

## Điểm và tiền thưởng

### Phân phối điểm
| Sự kiện | VĐ  | CK  | BK  | TK | Vòng 1/16 | Vòng 1/32 | Q  | Q2 | Q1 |
| Đơn     | 500 | 300 | 180 | 90 | 45        | 0         | 20 | 10 | 0  |
| Đôi     | 500 | 300 | 180 | 90 | 0         | —         | —  | —  | —  |

### Tiền thưởng
| Sự kiện | VĐ       | CK       | BK       | TK      | Vòng 1/16 | Vòng 1/32 | Q2     | Q1     |
| Đơn     | €387,940 | €208,730 | €111,245 | €56,835 | €30,345   | €16,180   | €8,295 | €4,650 |
| Đôi*    | €127,440 | €67,960  | €34,380  | €17,190 | €8,900    | —         | —      | —      |

*mỗi đội

## Nội dung đơn

### Hạt giống
| Quốc gia | Tay vợt               | Xếp hạng1 | Hạt giống |
| -------- | --------------------- | --------- | --------- |
| GRE      | Stefanos Tsitsipas    | 3         | 1         |
|          | Andrey Rublev         | 5         | 2         |
| CAN      | Félix Auger-Aliassime | 7         | 3         |
| DEN      | Holger Rune           | 9         | 4         |
| POL      | Hubert Hurkacz        | 10        | 5         |
|          | Daniil Medvedev       | 12        | 6         |
| ESP      | Pablo Carreño Busta   | 15        | 7         |
| GER      | Alexander Zverev      | 16        | 8         |

- 1 Bảng xếp hạng vào ngày 6 tháng 2 năm 2022.

### Vận động viên khác
Đặc cách:
- Gijs Brouwer
- Tallon Griekspoor[5]
- Tim van Rijthoven

Bảo toàn thứ hạng:
- Stan Wawrinka

Vượt qua vòng loại:
- Grégoire Barrère
- Aslan Karatsev
- Constant Lestienne
- Mikael Ymer

Thua cuộc may mắn:
- Quentin Halys

### Rút lui
- Borna Ćorić → thay thế bởi  Quentin Halys
- Dan Evans → thay thế bởi  David Goffin
- Karen Khachanov → thay thế bởi  Benjamin Bonzi

## Nội dung đôi

### Hạt giống
| Quốc gia | Tay vợt         | Quốc gia | Tay vợt          | Xếp hạng1 | Hạt giống |
| -------- | --------------- | -------- | ---------------- | --------- | --------- |
| NED      | Wesley Koolhof  | GBR      | Neal Skupski     | 2         | 1         |
| CRO      | Nikola Mektić   | CRO      | Mate Pavić       | 15        | 2         |
| CRO      | Ivan Dodig      | USA      | Austin Krajicek  | 20        | 3         |
| GBR      | Lloyd Glasspool | FIN      | Harri Heliövaara | 22        | 4         |

- 1 Bảng xếp hạng vào ngày 6 tháng 2 năm 2023.

### Vận động viên khác
Đặc cách:
- Tallon Griekspoor /  Botic van de Zandschulp
- Petros Tsitsipas /  Stefanos Tsitsipas

Vượt qua vòng loại:
- Sander Gillé /  Joran Vliegen

### Rút lui
- Karen Khachanov /  Andrey Rublev → thay thế bởi  Fabrice Martin /  Andrey Rublev

## Nhà vô địch

### Đơn
- Daniil Medvedev đánh bại  Jannik Sinner, 5–7, 6–2, 6–2

### Đôi
- Ivan Dodig /  Austin Krajicek đánh bại  Rohan Bopanna /  Matthew Ebden, 7–6(7–5), 2–6, [12–10]